# NGC 2741
NGC 2741 је лентикуларна галаксија у сазвежђу Рак која се налази на NGC листи објеката дубоког неба.
Деклинација објекта је + 18° 15' 38" а ректасцензија 9h 3m 16,5s. Привидна величина (магнитуда) објекта NGC 2741 износи 15,0 а фотографска магнитуда 16,0. NGC 2741 је још познат и под ознакама MK 1221, IRAS 09004+1827, PGC 25425.